# 吴正龙
吴正龙（1946年8月—），生于上海，祖籍江苏江都，中华人民共和国外交官，曾任中华人民共和国驻安提瓜和巴布达、圭亚那合作共和国、克罗地亚共和国特命全权大使。

## 生平
1970年，吴正龙从北京广播学院毕业，进入中华人民共和国外交部工作。1998年3月，出任中华人民共和国驻安提瓜和巴布达大使。2000年5月，出任中华人民共和国驻圭亚那大使。2002年，任外交部外事管理司司长。2004年6月，出任中华人民共和国驻克罗地亚大使。2007年9月，自驻克罗地亚大使离任。